# Ламба (приток Ошмы)
Ламба — река в России, протекает в Тоншаевском районе Нижегородской области. Устье реки находится в 17 км по левому берегу реки Ошма. Длина реки составляет 13 км.
Исток реки в лесах восточнее деревни Втюринское в 20 км к северо-востоку от посёлка Тоншаево на высоте 115,3 м. Река течёт на северо-восток по ненаселённому лесу, впадает в Ошму, которая здесь образует границу с Кировской областью выше деревни Михаленки.

## Данные водного реестра
По данным государственного водного реестра России относится к Камскому бассейновому округу, водохозяйственный участок реки — Вятка от города Котельнич до водомерного поста посёлка городского типа Аркуль, речной подбассейн реки — Вятка. Речной бассейн реки — Кама.
Код объекта в государственном водном реестре — 10010300412111100036757.